# Juez de paz
Juez de paz, juzgado de paz o tribunal de paz hace referencia a un tipo de órgano jurisdiccional presente en diversos países. Habitualmente son órganos judiciales unipersonales con jurisdicción en el ámbito local, generalmente un municipio, comuna o distrito en el que no existe un juzgado de primera instancia, y son servidos por jueces legos (no letrados) que llevan a cabo funciones jurisdiccionales.
Debido a que el juez de paz no suele tener conocimientos de Derecho comparables a los de un letrado, se busca que los conflictos sometidos a su competencia sean solucionados mediante conciliación entre las partes, según reglas de equidad o conforme a las costumbres particulares de la comunidad donde el juez presta servicios (Derecho consuetudinario). Por lo común, los juzgados de paz se ocupan solamente de controversias de tipo civil, aunque algunos ordenamientos, como los de México y España (hasta la entrada en vigor de la última modificación del Código Penal, por el que las faltas pasan a ser delitos leves), les permiten resolver sobre cuestiones penales de menor gravedad; como asimismo, se les suelen otorgar otras funciones, por ejemplo las de Registro Civil, como en España.
Otro rasgo importante del juez de paz es que debe residir en la misma población donde ha de prestar sus servicios, y en algunos casos, como en Perú, hablar el idioma o dialecto más utilizado en dicha comunidad. En algunos ordenamientos, como el venezolano, el colombiano, el peruano o el ecuatoriano, el juez de paz es elegido por los propios vecinos de la comunidad donde ejercerá su cargo; mientras que en otros casos, como España, aunque es elegido por mayoría absoluta del Pleno del Ayuntamiento, es nombrado por la sala de gobierno del Tribunal Superior de Justicia correspondiente, por un periodo de 4 años (no obstante, podrá ser elegido por dicha Sala cuando el Pleno no procediera a la elección o las personas elegidas no fueran las adecuadas).
En Uruguay la justicia de paz forma parte de una tradición muy arraigada en el imaginario colectivo que hunde sus raíces en el período colonial. Los jueces de paz pueden ser legos o Abogados que han recibido capacitación en la Escuela de Jueces (Centro de Estudios Judiciales del Uruguay), organismo dependiente de la Suprema Corte de Justicia de ese país. Entre sus funciones pueden estar la de Oficial del Registro de Estado Civil, conciliación, mediación, competencia de urgencia en materia penal, de familia, competencia en causas civiles de menor cuantía, desalojos urbanos, labor social, entre otros. En los casos de competencia de urgencia están habilitados para efectuar las primeras y más urgentes diligencias que en materia penal se traducen en medidas asegurativas de prueba.

## Historia
En el año 1195, el rey Ricardo I de Inglaterra y su ministro Hubert Walter comisionó a ciertos caballeros para preservar la paz. Estos eran responsables ante el rey en asegurar que se estaba obedeciendo la ley y en preservar la "Paz del Rey", por esto eran conocidos como "mantenedores de la paz" (en inglés: keepers of the peace).
El título de justicia de la paz o juez de paz (en inglés: justice of the peace) se deriva de un acta pasada durante el reinado de Eduardo III de Inglaterra en 1361.

## Jueces de paz por país
- Justicia de Paz, de Buenos Aires, Argentina.
- Jueces de paz, de España.
- Jueces de Paz, del Perú.
- Jueces de Paz, de Colombia.
- Jueces de Paz, de Guatemala.